# Duel de femmes
Pour plus de détails, voir Fiche technique et Distribution.
Duel de femmes (When Ladies Meet) est un film américain réalisé par Robert Z. Leonard, sorti en 1941.

## Synopsis
Mary, qui est écrivain, est en train de rédiger son nouveau roman qui parle d'un triangle amoureux.
Elle tombe amoureuse de son éditeur, ce qui n'est pas du goût de celui qui la convoitait.
Son prétendant jaloux la présente alors à la femme de l'éditeur, mais sans lui révéler qui elle est.

## Fiche technique
- Titre : Duel de femmes
- Titre original : When Ladies Meet
- Réalisation : Robert Z. Leonard
- Scénario : S. K. Lauren et Anita Loos d'après une pièce de Rachel Crothers
- Production : Orville O. Dull et Robert Z. Leonard
- Société de production : MGM
- Photographie : Robert H. Planck
- Musique : Bronislau Kaper
- Décors : Cedric Gibbons
- Costumes : Adrian
- Montage : Robert Kern
- Pays de production : États-Unis
- Format : Noir et blanc - 35 mm - 1,37:1 - Son : Mono (Western Electric Sound System)
- Genre : Comédie dramatique
- Durée : 105 minutes
- Date de sortie :
  - États-Unis : 29 août 1941

## Distribution
- Joan Crawford : Mary 'Minnie' Howard
- Robert Taylor : Jimmy Lee
- Greer Garson : Claire Woodruff
- Herbert Marshall : Rogers Woodruff
- Spring Byington : Bridget 'Bridgie' Drake
- Rafael Storm : Walter Del Canto
- Mona Barrie : Mabel Guiness
- Max Willenz : Pierre
- Florence Shirley : Janet Hopper
- Leslie Francis : Homer Hopper